# Thomas Russell (1er baronnet)
Thomas Wallace Russell (28 février 1841 - 2 mai 1920), est un homme politique irlandais et un agitateur agraire. Né à Cupar, Fife, Écosse, il déménage dans le comté de Tyrone à l'âge de dix-huit ans. Il est secrétaire et agent parlementaire du Mouvement de la tempérance irlandais et est bien connu en tant que militant anti-alcool et propriétaire d'un Temperance Hotel à Dublin.

## Carrière

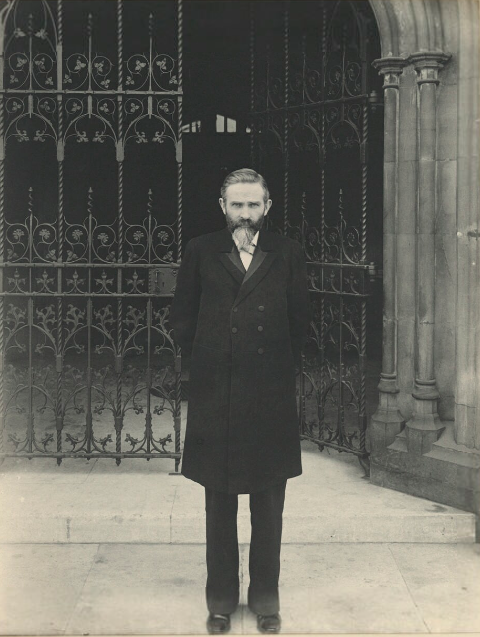
vers 1900

Il se présente sans succès à Preston en 1885 en tant que libéral. Cependant, il s'oppose à la politique d'autonomie irlandaise de William Ewart Gladstone et est élu à la Chambre des communes du Royaume-Uni de Grande-Bretagne et d'Irlande en tant que libéral unioniste en 1886 pour South Tyrone. Il siège entre 1895 et 1900 en tant que secrétaire parlementaire du Conseil du gouvernement local dans le gouvernement unioniste de Lord Salisbury.
Cependant, les vues de Russell sur le Home Rule changent au tournant du siècle et il devient progressivement un critique des politiques unionistes en Irlande. À partir de 1900, il se met à la tête de la Farmers and Labourers Union, un mouvement de protestation des fermiers-fermiers d'Ulster exigeant l'achat obligatoire de terres, semblable au mouvement foncier et ouvrier du sud. Son livre de 1901 Ireland and the Empire est une attaque contre le système agraire irlandais. De 1902 à 1903, il est l'un des principaux représentants des agriculteurs d'Ulster à la " Land Conference " de Dublin qui aboutit à l'adoption du Land Purchase (Ireland) Act 1903 . Cela désamorce la révolte des métayers protestants.
Russell continue à représenter Tyrone South au Parlement. En 1906, soutenu par Lindsay Crawford et son Ordre Indépendant d'Orange tout en reconnaissant sa dette envers les métayers catholiques, il est réélu comme "Independent Unionist", l'un des nombreux candidats appelés " Russellite Unionist ".
Russell est vice-président du Département irlandais de l'agriculture et de l'instruction technique (DATI), en cette qualité, il remplace Horace Plunkett à la tête du département en 1907. Il désapprouve la coopérative Irish Agricultural Organization Society de Plunkett s'impliquant dans les affaires des agriculteurs et met fin à l'aide de DATI à la société.
Il rejoint le Parti libéral et se présente comme candidat libéral aux élections générales de janvier 1910, mais perd son siège au profit de l'unioniste Andrew Horner. Russell ne semble pas avoir participé aux élections générales de décembre 1910, mais en 1911, il remporte une élection partielle à Tyrone North, siège qu'il occupe jusqu'à l'abolition de la circonscription en 1918.
Russell est admis au Conseil privé d'Irlande en 1908 et est créé baronnet, d'Olney dans le comté de Dublin, en 1917. Il se retire de la politique en 1918 et meurt à Dublin le 2 mai 1920, à l'âge de 79 ans.